# Серов, Георгий Трофимович
Георгий Трофимович Серо́в (1915, Оренбургская область — 24.10.1944) — командир батальона 167-го гвардейского стрелкового полка 1-й гвардейской стрелковой Московско-Минской Краснознамённой ордена Суворова дивизии 11-й гвардейской армии 3-го Белорусского фронта, гвардии майор. Герой Советского Союза.

## Биография
Родился в 1915 году в селе Шарлык ныне Оренбургской области в семье крестьянина. Русский. Член ВКП(б) с 1944 года. Окончил среднюю школу и 3 курса Орловского педагогического института. Жил в Орле, работал пропагандистом в райкоме комсомола, а затем учителем.
В Красной Армии с 1941 года. В 1942 году окончил Орловское военное пехотное училище. Участник Великой Отечественной войны с апреля 1942 года.
Сражался на Калининском, 1-м Прибалтийском, 3-м Белорусском фронтах, участвовал в освобождении Калининской области и Прибалтики, в разгроме врага на территории Восточной Пруссии. Был дважды ранен.
Командир батальона 167-го гвардейского стрелкового полка кандидат в члены ВКП(б) гвардии майор Георгий Серов одним из первых 14 июля 1944 года форсировал реку Неман севернее города Алитус. Батальон отразил несколько контратак противника, удержал плацдарм и обеспечил форсирование реки полком. Лично из пулемёта уничтожил до 50 гитлеровцев. Пропал без вести 24 октября 1944 года.
Указом Президиума Верховного Совета СССР от 24 марта 1945 года за мужество и отвагу, проявленные при форсировании реки Неман, захвате и удержании плацдарма на западном берегу реки и умелое руководство батальоном гвардии майору Георгию Трофимовичу Серову посмертно присвоено звание Героя Советского Союза.
Награждён орденами Ленина, Александра Невского, Отечественной войны 2-й степени, медалями.